# Sully Prudhomme
René-François-Armand (Sully) Prudhomme [syly prydomm] (16. března 1839, Paříž – 6. září 1907, Châtenay-Malabry) byl francouzský básník a esejista, nositel první Nobelovy ceny za literaturu z roku 1901.

## Život
Sully Prudhomme se narodil v Paříži jako syn obchodníka. Když mu byly dva roky, zemřel mu otec. Původně studoval přírodní vědy (zejména matematiku), ale časem u něho převážil zájem o filozofii, klasickou filologii a poezii. Záliba ve filozofii se pak projevila ve většině jeho poetické tvorby. Stal se vůdčí osobností parnasistického hnutí, které se pokoušelo obnovit eleganci poezie v reakci na romantismus. Jeho snem bylo spojení poezie a vědy. Od roku 1881 by členem Francouzské akademie (Académie française). Roku 1901 mu byla jako prvnímu spisovateli vůbec udělena Nobelova cena za literaturu „…jako uznání za vynikající básnickou tvorbu, která až do posledních let přináší svědectví o vznešeném idealismu, umělecké dokonalosti a o vzácném spojení kvalit srdce a intelektu“ (citace z odůvodnění Švédské akademie).
Sully Prudhomme zemřel roku 1907 v Châtenay-Malabry nedaleko Paříže. Byl pochován na pařížském hřbitově Père-Lachaise.

## Dílo

### Poezie
- Stances et Poèmes (1865, Stance),
- Les épreuves (1866, Zkoušky osudu),
- Les solitudes (1869, Samoty).
- Les destins (1872, Osudy),
- La France (1874),
- Les vaines tendresses (1875, Marná laskání),
- Le Zénith (1876),
- La justice (1878, Spravedlnost),
- Le prisme, poésies diverses (1886, Lom světla),
- Le bonheur (1888, Štěstí),
- Épaves (1908, Trosky), posmrtně.

### Próza
- Que sais-je? (1896, Co vím?), filozofické pojednání,
- Testament poétique (1901, Básnická závěť), eseje,
- La vraie religion selon Pascal (1905, Pravé náboženství podle Pascala), eseje,
- Journal intime: lettres-pensée (1922), deník.

## Česká vydání
Jediný český výbor z básníkova díla vyšel roku 1937 v Nakladatelském družstvu Máje v Praze pod názvem Marná laskání v překladu Svatopluka Kadlece a s úvodem Václava Černého.

## Fotogalerie

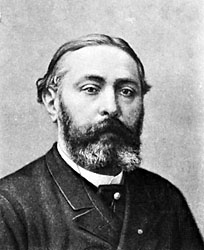
Sully Prudhomme
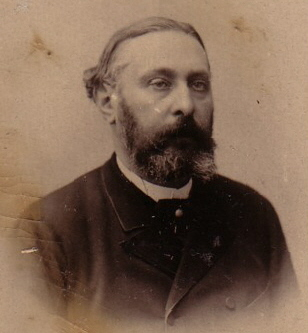
Sully Prudhomme
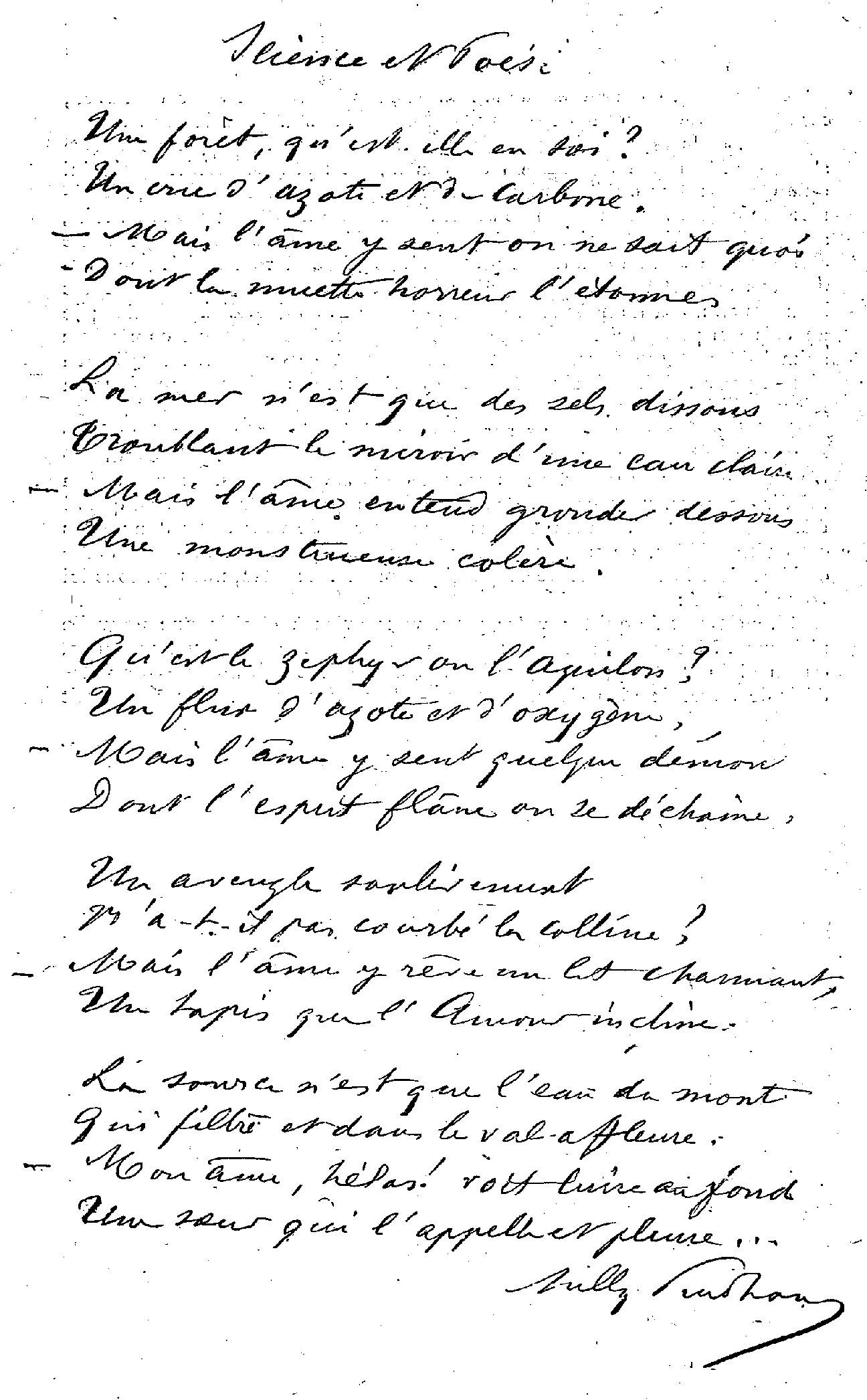
Science et poésie
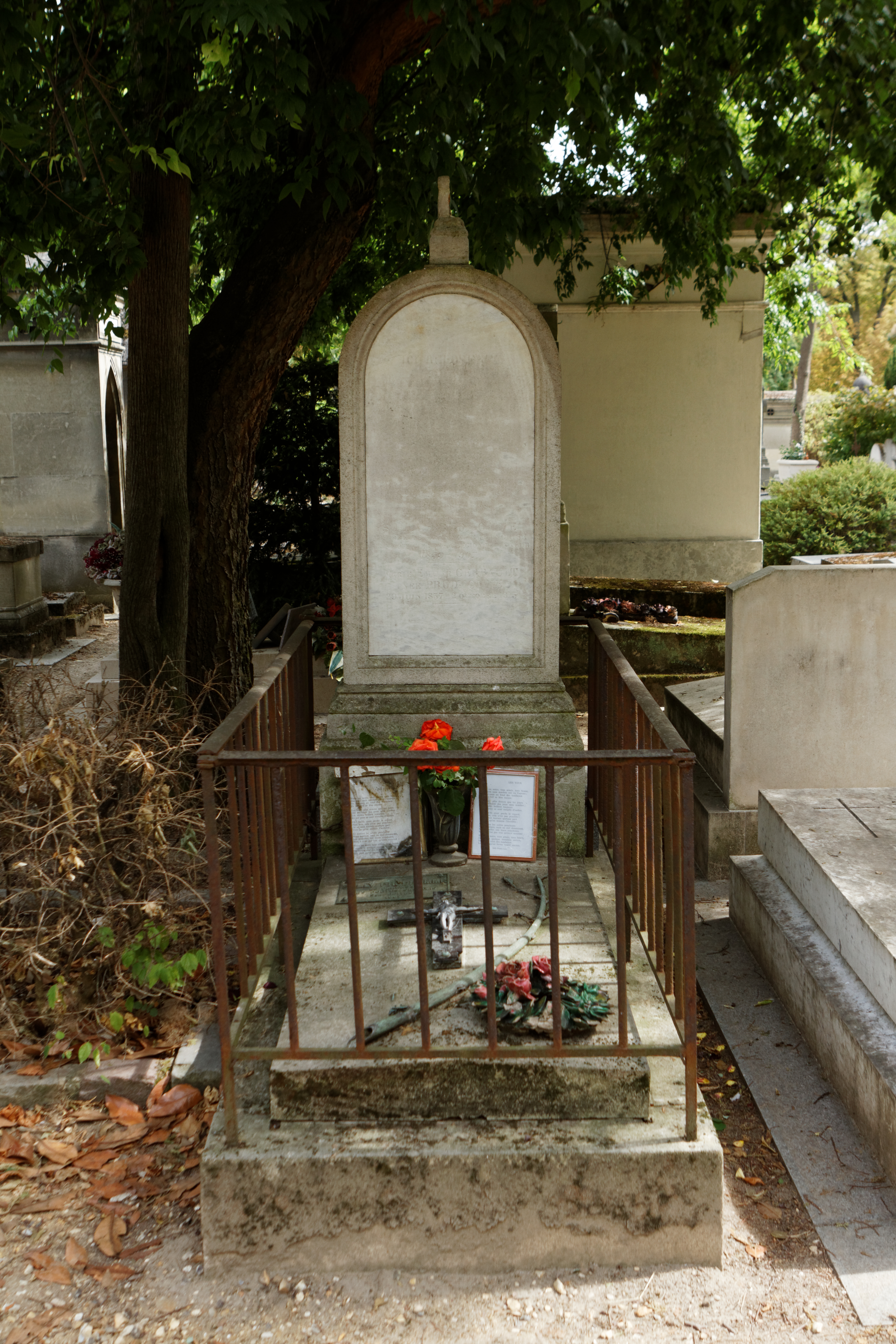
Jeho hrob v Paříži (Le Père-Lachaise)
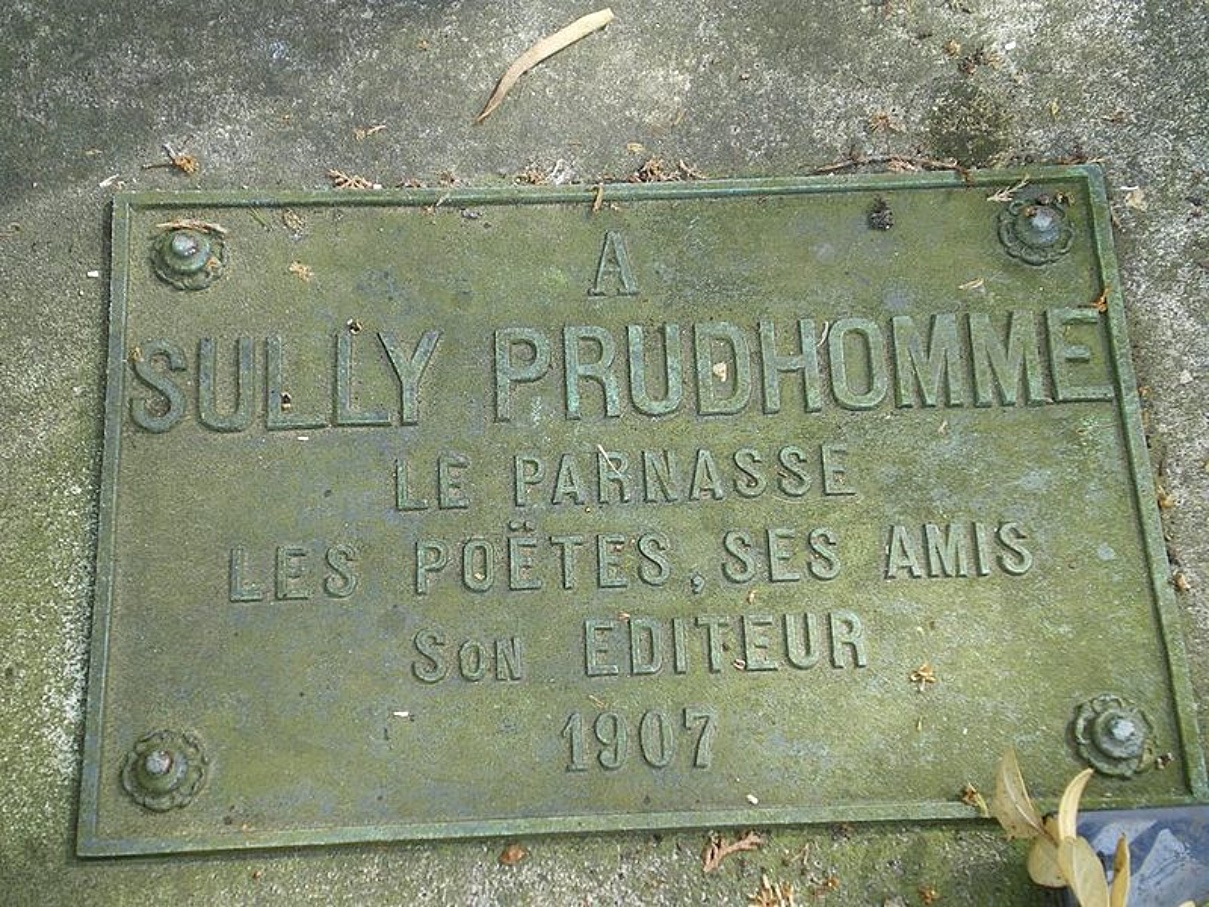
Jeho hrob v Paříži (Le Père-Lachaise)